# Llista d'autors valencians medievals en llengua llatina
Aquesta és una llista d'autors valencians que escriviren tota o part de la seva obra en llatí a l'edat mitjana
| Índex A B C D E F G H I J K L M N O P Q R S T U V W X Y Z |

## A
- Guillem Aventurer

## B
- Pere Belluga
- Joan de Bònia

## E
- Joan Esteve

## G
- Pere Garcia

## M
- Joan de Montsó

## O
- Bernat Oliver

## P
- Jaume Pérez de València
- Pere Pintor

## V
- Arnau de Vilanova